# Protestas en la Universidad de California en Los Ángeles de 2024

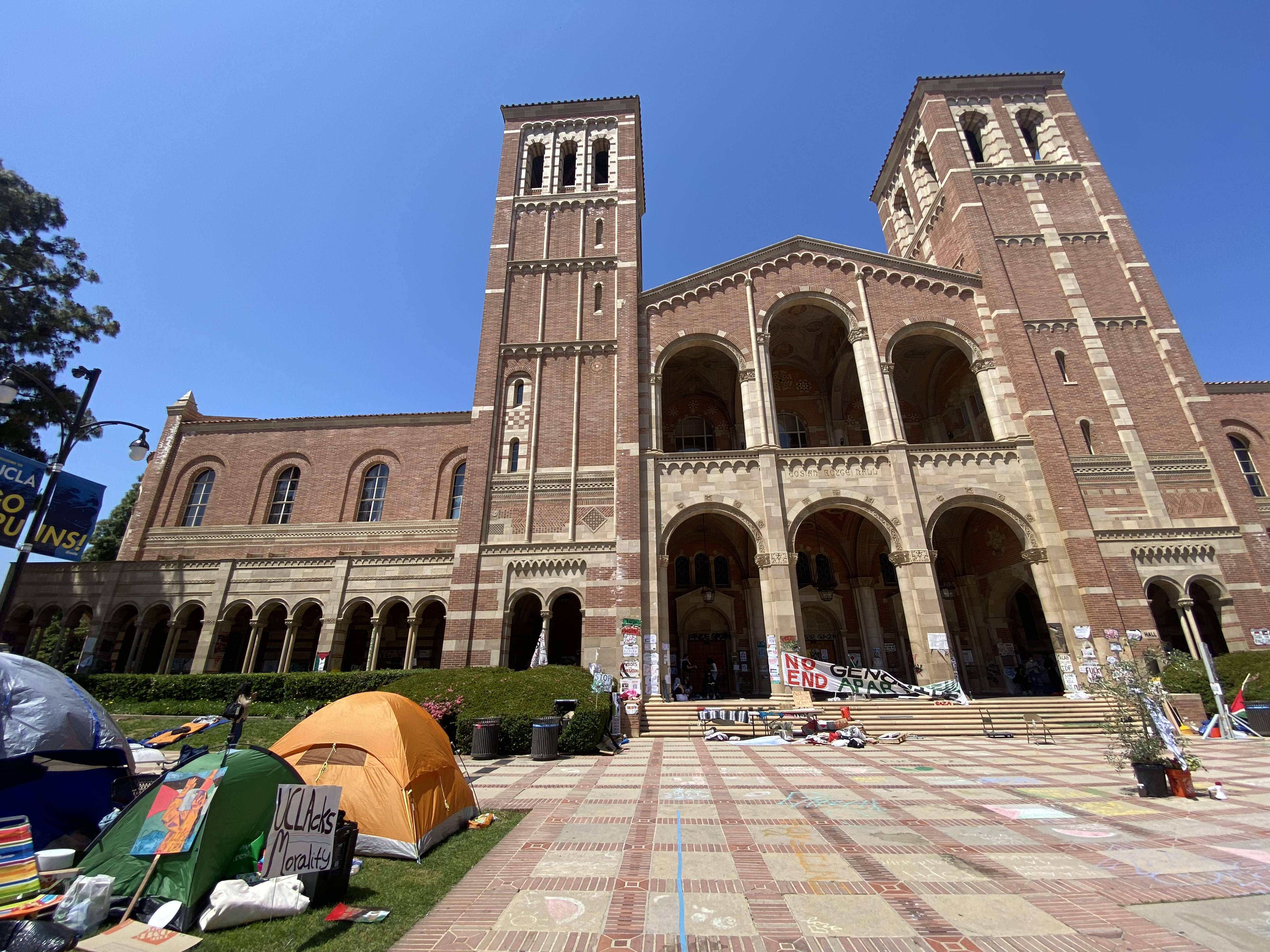
Vista del campamento pro palestino en Royce Hall desde la plaza central el 30 de abril de 2024

Las protestas en la Universidad de California en Los Ángeles de 2024 son una serie de manifestaciones y ocupaciones estudiantiles que tuvieron lugar a partir del El 25 de abril de 2024, en la Universidad de California en Los Ángeles (UCLA) para protestar por las inversiones de la administración en Israel. La ocupación, autodenominada «Campamento de Solidaridad con Palestina», fue parte de las protestas pro Palestina en distintos campus universitarios estadounidenses que hacían campaña por la desinversión de Israel. El campamento fue atacado varias veces por contramanifestantes pro israelíes, lo que provocó enfrentamientos entre ambas partes. El 2 de mayo, el Departamento de Policía de Los Ángeles (LAPD) allanó y desmanteló el campamento, arrestó a los manifestantes y puso fin a la ocupación.

## Antecedentes
El 17 de abril, manifestantes pro palestinos de la Universidad de Columbia iniciaron una protesta y la ocupación de parte del campus para protestar por las inversiones de la universidad en Israel en medio de la guerra entre Israel y Gaza. La protesta, así como su desmantelamiento forzoso (cuando la presidenta de la universidad, Minouche Shafik, autorizó al Departamento de Policía de Nueva York a asaltar el campus y realizar arrestos masivos) desató una serie de protestas y campamentos a nivel nacional para protestar por la actuación de la policía y por la guerra.
UCLA tiene acuerdos de asociación con organizaciones que invierten en empresas manufactureras israelíes. La UCLA también tiene inversiones en BlackRock, que hace negocios en Israel y tiene participaciones en empresas de fabricación de armas.

## Cronología

### Abril
El 25 de abril, estudiantes y profesores montaron un campamento de protesta en el campus. Publicaron una lista de demandas, incluida la desinversión de la universidad de empresas que se benefician de la guerra, una divulgación de dónde está invirtiendo la Universidad de California (UC) el dinero de las matrículas, que la UC corte los lazos con los departamentos de policía de la ciudad que controlan el activismo estudiantil, el fin de la colaboración académica con instituciones que se benefician y colaboran con Israel y un alto el fuego inmediato y permanente.
Los manifestantes levantaron barricadas de madera y exhibieron carteles que incluían lemas como «UCLA dice Palestina libre» y «UC tiene las manos manchadas de sangre». Se creó el grupo «Campamento de Solidaridad con Palestina» que incluye a organizaciones estudiantiles como Coalición de Desinversiones de la UC, Students for Justice in Palestine y Jewish Voice for Peace. El grupo judío IfNotNow también estuvo presente en las protestas. El grupo publicó en línea una lista de demandas para la administración, que incluye la desinversión de Israel, un llamado a un alto el fuego y un boicot académico a Israel.
Miembros de grupos pro israelíes incluidos el Consejo Israelí Americano y la Coalición Judía Unida y otros manifestantes en apoyo de Israel rodearon el campamento. Se informaron de algunos altercados menores entre manifestantes.
El 26 de abril, la administración emitió un comunicado diciendo que priorizaba la seguridad de los estudiantes y minimizaba las interrupciones, pero también que apoyaba la libre expresión en el campus y, por lo tanto, no solicitaba la aplicación de la ley en ese momento. La policía de UCLA patrullaba el perímetro del campamento. Algunos estudiantes israelíes y judíos dijeron que se sentían incómodos. Manifestantes pro palestinos solicitaron a la universidad que no envíe policías. El 27 de abril, contramanifestantes pro israelíes recaudaron más de 50 000 dólares en tres horas en GoFundMe para financiar una pantalla y un altavoz. Jessica Seinfeld, la esposa del comediante estadounidense Jerry Seinfeld también publicó en su cuenta de redes sociales en Instagram que había donado $ 5000 a los contramanifestantes.

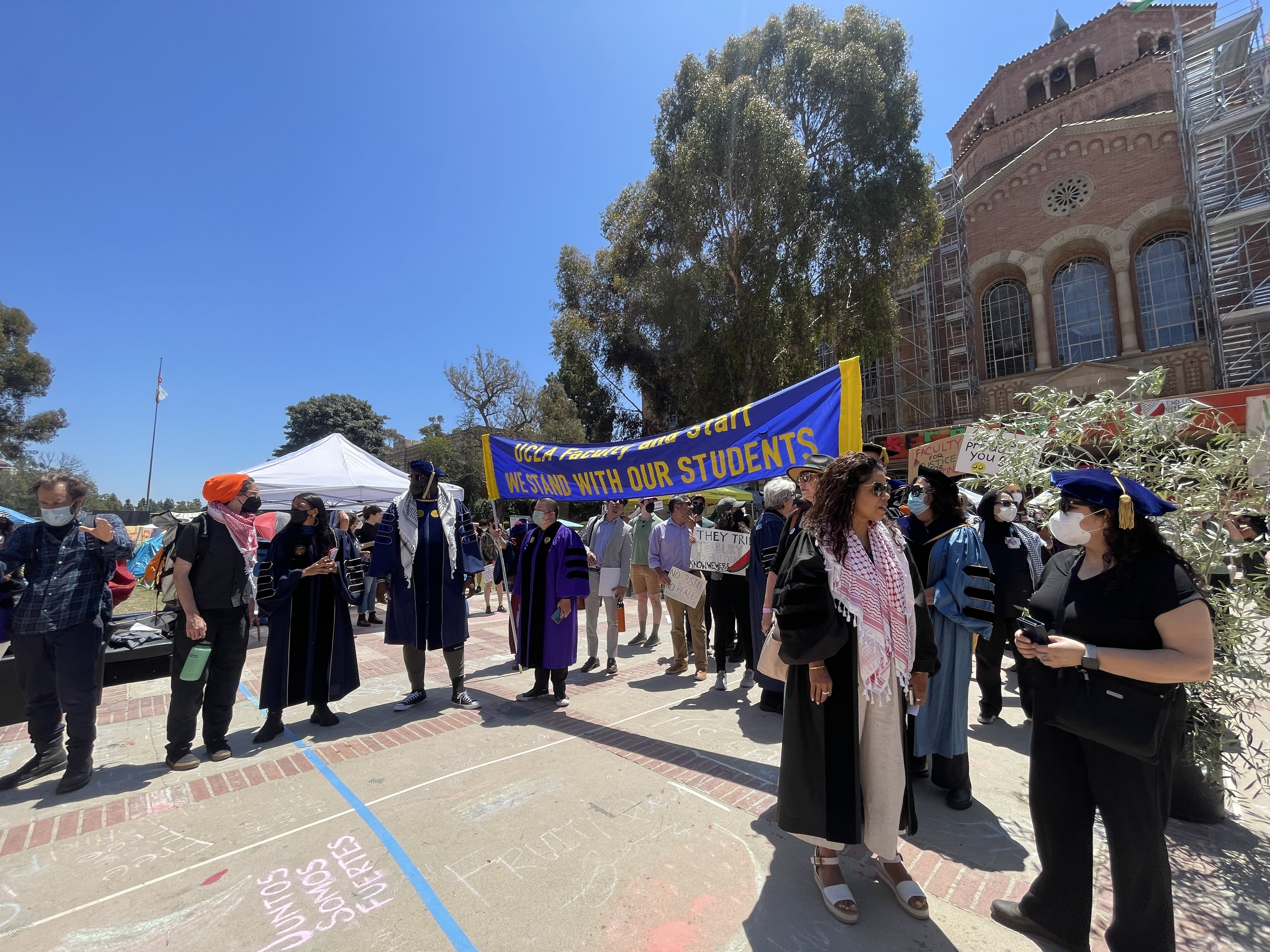
Miembros de la facultad sosteniendo una pancarta mientras apoyan a los estudiantes que protestan dentro del campamento.

El 28 de abril, la administración creó una barrera física para separar a los manifestantes en duelo. Más tarde ese mismo día, los manifestantes irrumpieron y se produjo un enfrentamiento. No estaba claro qué lado rompió la barrera y la administración condenó la violencia. Algunos manifestantes pro palestinos también se enfrentaron con la policía. Miembros del Centro Harriet Tubman para la Justicia Social realizaron una manifestación de solidaridad con los manifestantes pro palestinos.
El 29 de abril, los profesores organizaron una huelga en solidaridad con los manifestantes. Manifestantes pro palestinos levantaron barricadas metálicas y designaron guardias para bloquear el acceso a los contramanifestantes y a los medios de comunicación. Los contramanifestantes pro israelíes gritaron a través de micrófonos y tocaron música a todo volumen frente al campamento a primera hora del día. Más tarde, un grupo de unos sesenta contramanifestantes intentó irrumpir en el campamento, lo que provocó fuertes enfrentamientos. Agentes de seguridad y de la UC con equipo antidisturbios intervinieron brevemente para separar a los manifestantes. Durante los enfrentamientos, los contramanifestantes liberaron ratones en el campamento.  En respuesta al ataque, el Consejo de Relaciones Estadounidenses-Islámicas pidió a la administración de la universidad que lo investigara como un delito de odio.
El 30 de abril, se produjo un breve altercado entre la seguridad del campus y un hombre discapacitado cuando el hombre intentó caminar por un camino bloqueado por la protesta. El hombre dijo que estaba al tanto de las manifestaciones, pero no sabía que las principales vías estaban bloqueadas. Más tarde esa misma tarde, el rector de UCLA, Gene Block, compartió un mensaje con la comunidad de universitaria abordando la situación, afirmando que la universidad estaba aumentando la presencia de seguridad en el campus, eliminar las barricadas establecidas por el campamento y que «el proceso de conducta estudiantil se ha iniciado y podría dar lugar a medidas disciplinarias que incluyen suspensión o expulsión» para cualquier profesorado, personal o estudiantes de la UCLA involucrados.
En un correo electrónico a los estudiantes, la universidad anunció el cierre de la Biblioteca Powell y Royce Hall a partir de las 5:00 p. m. del martes 30 de abril. Está previsto que las instalaciones vuelvan a abrir el lunes 6 de mayo.

### Mayo
El 1 de mayo, temprano en la mañana, un grupo pro israelí atacó el campamento de manifestantes, intentando romper las barricadas que rodeaban el campamento. Los atacantes, que procedían de fuera del campus, portaban banderas israelíes y atacaron a los estudiantes con palos, piedras, postes, vallas metálicas y gas pimienta. Reprodujeron un audio a todo volumen del llanto de un niño, arrojaron madera y una barrera de metal y lanzaron fuegos artificiales al campamento. Los contramanifestantes pro israelíes pidieron una «Segunda Nakba», en referencia a la limpieza étnica de los palestinos llevada a cabo por Israel en 1948.
Quince personas resultaron heridas, incluida una que tuvo que ser hospitalizada. Los estudiantes de periodismos que trabajan en el periódico estudiantil Daily Bruin denunciaron haber sido atacados por los contramanifestantes y que habían recibido puñetazos, patadas y palizas. Los testigos dijeron que la policía de Los Ángeles intervino después de casi cuatro horas de que se iniciaran los ataques por parte de los contramanifestantes pro israelíes. El grupo contramanifestante recaudó fondos para el ataque a través de GoFundMe y Jessica Seinfeld y Bill Ackman donaron 5000 dólares y 10 000 dólares, respectivamente. Tanto la policía de Los Ángeles como la seguridad contratada por la universidad enfrentaron críticas por no proteger a los estudiantes acampados.
Por la noche, las fuerzas del orden con equipo antidisturbios emitieron una orden de dispersión a más de mil personas que se habían reunido en apoyo del campamento, afirmando que cualquiera que se negara a irse podría ser arrestado.

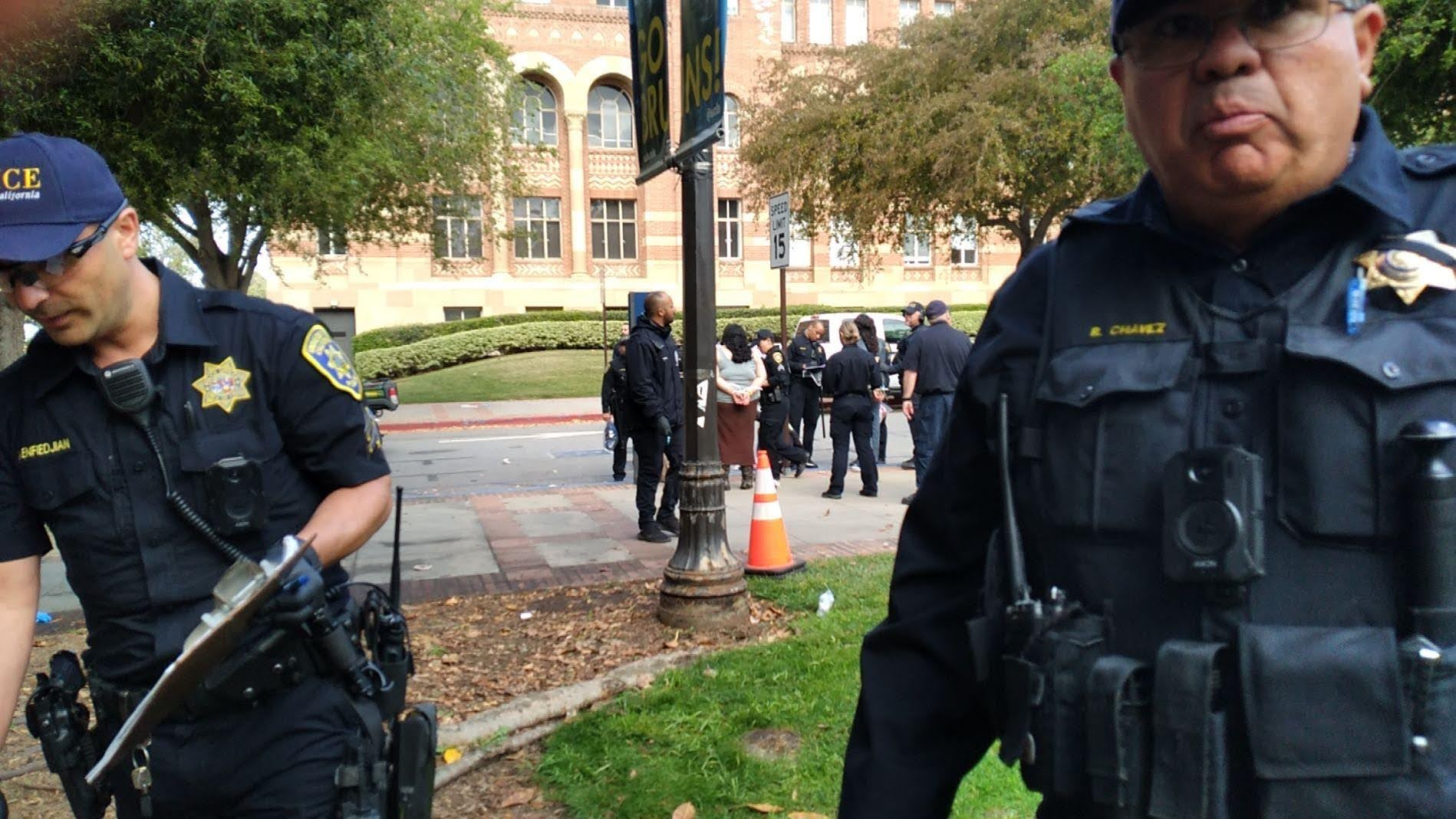
Miembros del Departamento de Policía de Los Ángeles arrestando a estudiantes el 2 de mayo de 2024

El 2 de mayo, tras la orden de dispersión de la noche anterior, se estima que unos 200 estudiantes permanecieron en el campus. Alrededor de la 1:30 a. m., agentes de la policía irrumpieron en el campamento, pero se vieron obligados a retirarse al verse superados en número. Después de una hora, agentes de la Patrulla de Caminos de California equipados con equipo antidisturbios llegaron al campus para desalojar a los manifestantes acampados. La policía disparó una granada aturdidora, rodeó el campamento por los cuatro lados y comenzó a derribar las barricadas que lo protegían, arrestaron a 132 manifestantes, incluido al menos un profesor. Se vio a la policía disparando balas de goma contra los estudiantes. y desmantelando metódicamente el campamento, que fue despejado a lo largo de la mañana.
En la mañana del lunes 6 de mayo, usuarios de las redes sociales en X, así como los reporteros del Daily Bruin, comenzaron a informar que miembros de la UCPD estaban deteniendo y arrestando a manifestantes pro palestinos en el estacionamiento n.º 2 en respuesta a los llamamientos de los manifestantes para una sentada de protesta en Moore Hall. Según el periódico, cuarenta y tres manifestantes, incluidos estudiantes de la UCLA, fueron arrestados en el lugar. El mismo día, UAW Local 4811, el capítulo que representa a más de 48 000 trabajadores de la Universidad de California bajo el sindicato United Auto Workers, emitió su votación de autorización de huelga que se llevó a cabo entre el 13 y el 15 de mayo.

### Junio
El 10 de junio, los manifestantes instalaron un campamento en la plaza Dickson y tiñeron de rojo una fuente cercana. La policía arrestó a veinticinco personas. Los manifestantes habían intentado montar un campamento en Janns Steps. Cuando fueron dispersados por la policía, intentaron acampar en el patio Kerckhoff. Después de que la policía les advirtió nuevamente, intentaron instalarse en Dodd Hall y la Facultad de Derecho, donde la policía les dispersó con balas de goma.

## Reacciones
Tras el ataque al campamento por parte de contramanifestantes pro israelíes del 1 de mayo, el gobernador de California, Gavin Newsom, declaró: «La respuesta limitada y retrasada de las fuerzas del orden en el campus de UCLA anoche fue inaceptable, y exige respuestas». La alcaldesa de Los Ángeles, Karen Bass, emitió un comunicado diciendo que la policía había respondido a una solicitud de la administración de UCLA, más tarde describió la violencia como «aborrecible».

### Por la Universidad de California

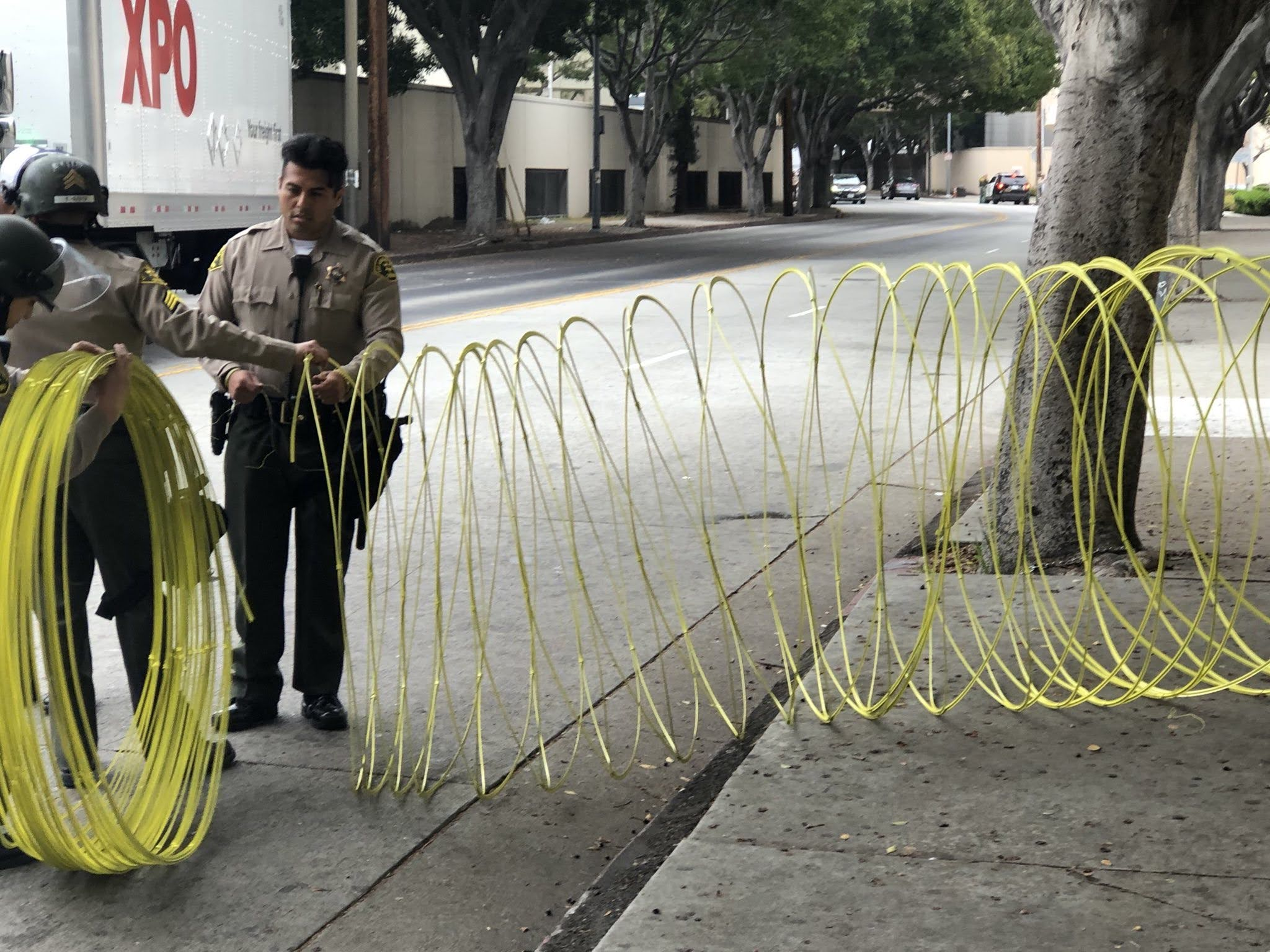
Oficiales de la Patrulla de Caminos de California cercando el patio el 2 de mayo de 2024

En una declaración, los manifestantes dijeron: «El ataque que amenaza nuestras vidas al que nos enfrentamos esta noche es nada menos que un acto de terror horrible y despreciable. Las fuerzas del orden simplemente se quedaron en el borde del césped y se negaron a moverse mientras gritábamos pidiendo su ayuda». Un estudiante que habló con CNN declaró: «La policía que la universidad había contratado, los guardias de seguridad privados, se quedaron mirando mientras esto sucedía». Otro estudiante que habló con The Guardian dijo que después de recibir dos golpes en la cabeza, «quedó con puntos en la frente y 14 grapas en la parte posterior de la cabeza».
El rector de la universidad, Gene Block, emitió un comunicado denunciando el ataque de los contramanifestantes pro israelíes del 1 de mayo y afirmando que «este ataque a nuestros estudiantes, profesores y miembros de la comunidad fue completamente inaceptable», además describió a los contramanifestantes que atacaron el campamento como «instigadores».
Los profesores condenaron la falta de respuesta a los contramanifestantes, incluida Ananya Roy, quien dijo: «Se ha corrido la voz de que pueden hacer esto repetidamente y salirse con la suya. Me avergüenzo de mi universidad».  Un profesor de historia judía de la UCLA, David N. Myers, afirmó que «algunos de los atacantes parecían portar banderas israelíes y otros símbolos pro israelíes», en referencia a la violencia.
La administración de la universidad emitió un comunicado por correo electrónico diciendo que estaban «asqueados» por la violencia y que llamaron a las autoridades para ayudar a controlar la situación. La UCLA canceló las clases y alertó a los estudiantes que habría «presencia policial estacionada en todo el campus». Se anunció que las clases presenciales se sustituirían por clases a distancia de jueves a viernes.
La sección de la Facultad de Justicia en Palestina de la UCLA convocó una huelga laboral el 2 de mayo de 2024.
El 16 de mayo, el Senado Académico de la Facultad de UCLA votó un voto de censura y una resolución para censurar al canciller Block por su manejo de la violencia cometida por los contramanifestantes contra el campamento el 30 de abril. Ambas resoluciones fueron derrotadas con un 43% de votos a favor de la censura y el 50% a favor de la censura.
El 22 de mayo, el jefe de policía de la UCLA, John Thomas, que fue objeto de intensas críticas por la lenta respuesta a la violencia contra el campamento del 30 de abril, fue destituido y reemplazado mientras la Universidad revisaba sus procedimientos de seguridad.